# روسپی‌خانه (فیلم)
«روسپی‌خانه» (انگلیسی: Brothel (film)) یک فیلم است که در سال ۲۰۰۸ منتشر شد. از بازیگران آن می‌توان به سرنا اسکات توماس، برت کالن، بروس پین، و گریس زابریسکی اشاره کرد.